# Cucumis umbellatus
Cucumis umbellatus är en gurkväxtart som beskrevs av I.Telford. Cucumis umbellatus ingår i släktet gurkor, och familjen gurkväxter. Inga underarter finns listade i Catalogue of Life.